# Katrin Jaggi
Katrin Jaggi (* 13. September 1967) ist eine Schweizer Architektin und Politikerin. Sie lebt und arbeitet in Zürich und ist seit 2002 mit dem Schweizer Künstler Johannes Gees verheiratet. Zusammen haben sie einen Sohn.

## Beruf
Katrin Jaggi studierte an der ETH Zürich Architektur. Nach ihrem Abschluss arbeitete sie zunächst in diversen renommierten Zürcher Architekturbüros wie Gigon/Guyer, Graber und Pulver sowie Fuhrimann Hächler. Parallel dazu arbeitete sie für die Professoren Christoph Luchsinger, Adrian Meyer sowie Annette Gigon und Mike Guyer als Assistentin für Entwurfsunterricht an der ETH Zürich und ETH Lausanne, bevor sie mit ihrem Studienkollegen Raphael Nussbaumer das Architekturbüro Jaggi Nussbaumer gründete.
Jaggi wechselte 2002 ins Hochbaudepartement der Stadt Zürich, wo sie vorerst als Projektleiterin und Leiterin der Fachstelle Planerwahl arbeitete. 
Von 2006 bis 2011 leitete die diplomierte Architektin ETH/SIA im Amt für Städtebau den Geschäftsbereich Städtebau und Architektur und war Mitglied der Geschäftsleitung. Von 2010 bis 2011 leitete sie zudem die Denkmalpflege der Stadt Zürich.
Seit 2011 führt Jaggi die Firma Katrin Jaggi Planung I Städtebau I Architektur. Als Expertin für Städtebau und Siedlungsplanung arbeitet sie in unterschiedlichen Massstäben im In- und Ausland. Ihre Auftraggeber in Städten, Agglomerationen und ländlichen Siedlungsgebieten begleitet sie beratend, moderierend oder als Mitglied von Jurys oder Begleitgremien bei Grossprojekten wie Arealentwicklungen, Hochhäuser, Zentrumsentwicklungen, aber auch bei kleineren Projekten mit grosser Wirkung. 
Sie ist Mitglied der Städtebaulichen Kommission Kanton Solothurn (seit 2013) sowie der Stadtbildkommission der Stadt Aarau (seit 2018) und war Mitglied der Eidgenössischen Kommission für Natur- und Heimatschutz ENHK.

### Welcome to School
Im Jahre 2016 gründete Katrin Jaggi zusammen mit Jan Capol unter dem Namen "Welcome2School" eine Schule für Jugendliche im Asylverfahren. Das im April 2016 als Pilotprojekt gestartete Schulprojekt konnte im Laufe des Jahres 2016 stark ausgebaut werden. Bei Welcome to School unterrichten über 50 freiwillige Lehrpersonen täglich 80 Jugendliche. Jugendliche die sonst keinen Anspruch auf Bildung und Integration hätten. Welcome to School will den jugendlichen Flüchtlingen neben Deutsch, grundlegende mathematische Kompetenzen sowie Allgemeinbildung vermitteln. Gleichzeitig werden die Schülerinnen und Schüler in Werte und Normen eingeführt, die in der Schweiz gelten. Malen, Musizieren und Sport runden das Bildungsangebot ab.

## Politik und Kultur
Katrin Jaggi ist Mitglied der Sozialdemokratischen Partei und sass von 2005 bis 2010 als Vertreterin des Wahlkreises 4 und 5 der Stadt Zürich im Zürcher Kantonsrat. Von 2006 bis 2007 war sie Mitglied der Justizkommission, 2007 bis 2008 Mitglied der Geschäftsleitung des Kantonsrates.
Von 2011 bis 2017 war Katrin Jaggi Vizepräsidentin des Theaterhauses Gessnerallee.